# Старомещерово
Старомеще́рово (рос. Старомещерово, башк. Иҫке Мишәр) — присілок у складі Мечетлінського району Башкортостану, Росія. Входить до складу Новояушевської сільської ради.
Населення — 361 особа (2010; 330 в 2002).
Національний склад:
- башкири — 100 %